# Takeshi Watanabe (voetballer)
Takeshi Watanabe (渡辺 毅, Watanabe Takeshi, Fujieda, 10 september 1972) is een Japans voormalig voetballer die als verdediger speelde.

## Carrière
Takeshi Watanabe speelde tussen 1995 en 2004 voor Kashiwa Reysol.

## Japans voetbalelftal
Takeshi Watanabe debuteerde in 1997 in het Japans nationaal elftal en speelde 1 interland.

## Statistieken
| Japans voetbalelftal | Japans voetbalelftal | Japans voetbalelftal |
| Jaar                 | Wed.                 | Dlp.                 |
| -------------------- | -------------------- | -------------------- |
| 1997                 | 1                    | 0                    |
| Totaal               | 1                    | 0                    |